# 圣地体验

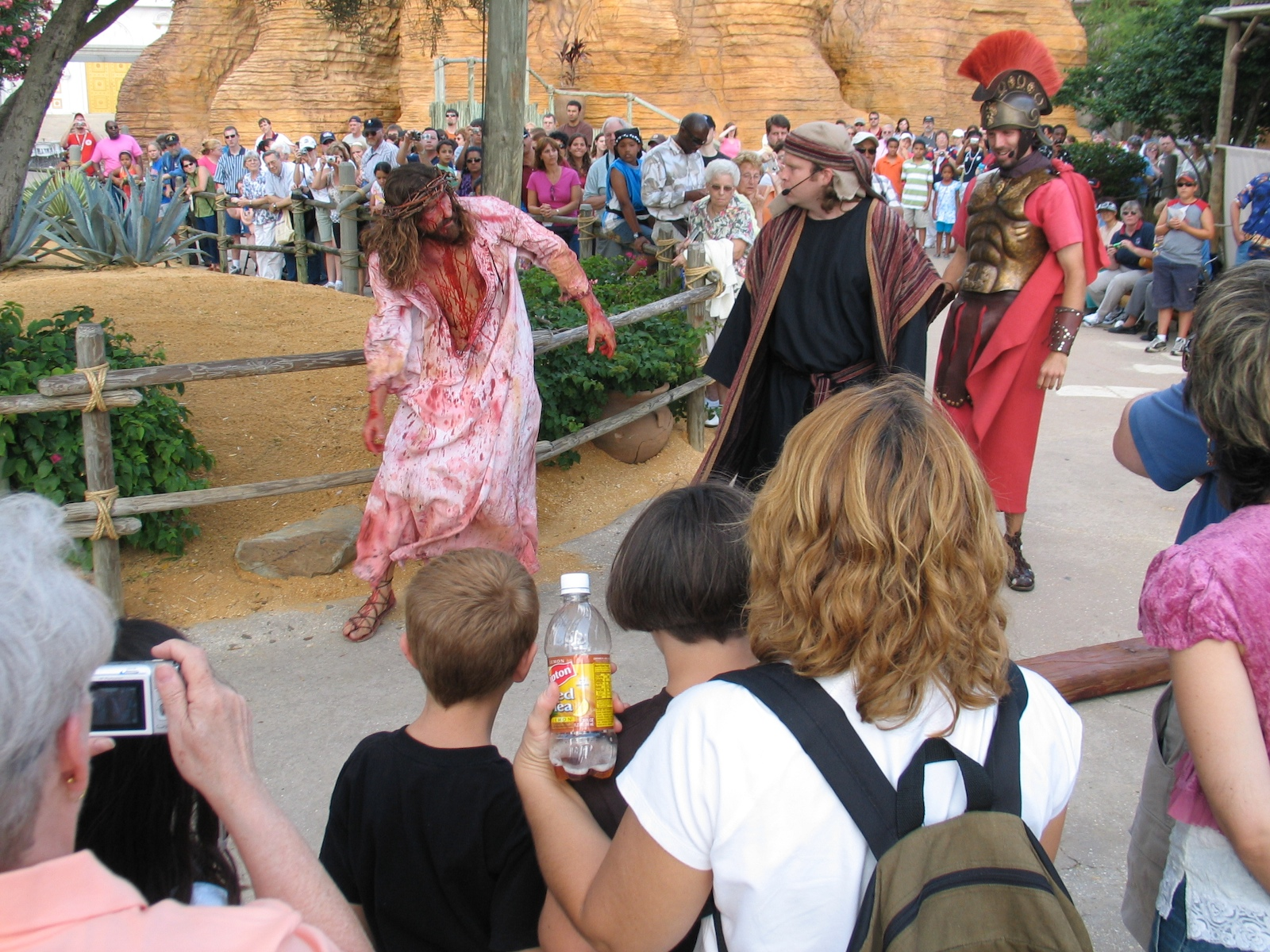

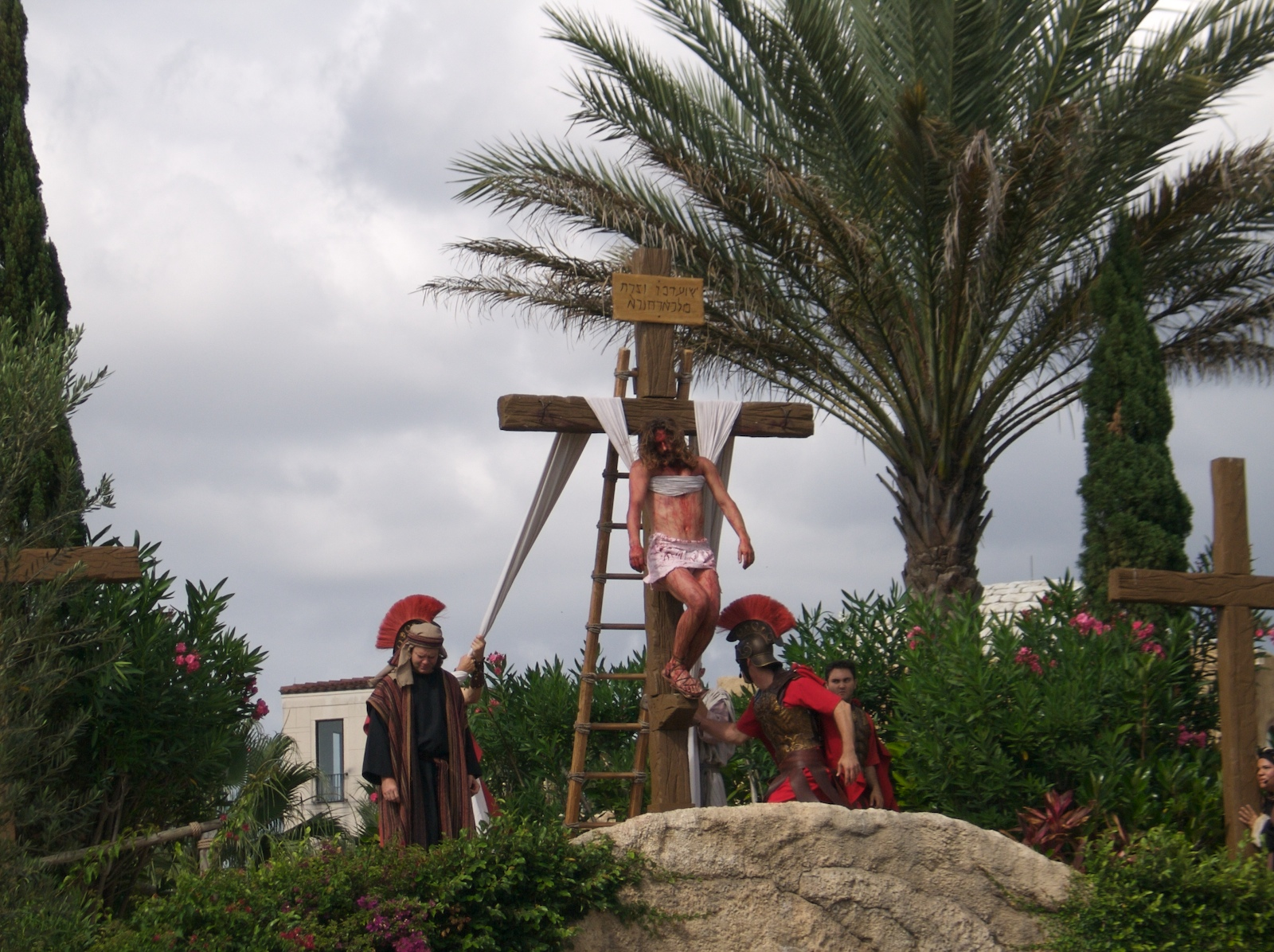
受难

圣地体验（The Holy Land Experience，HLE）是美国佛罗里达州奥兰多的一个基督教主题公园和注册的非盈利性组织。圣地体验为公众进行每周的礼拜和圣经研究。圣地体验主题公园再现了建筑和第一世纪犹太古耶路撒冷城的主题. 圣地体验由三一電視台拥有。扬·克劳奇是董事兼首席执行官。

## 历史
基督教牧师马文罗森塔尔，原是一名俄国犹太人，于1989年购买此处未开发物业。罗森塔尔创办了圣地体验和锡安的希望，资助了公园的初期建设。公园于2001年2月开放。犹太保卫同盟在其开幕当天抗议圣地体验，该组织声称该公园的目的是使犹太人改宗基督教，不过罗森塔尔否认了这些指控。
2007年6月，圣地体验董事会以3700万美元将产业出售给三一電視台。在出售时估计债务800万美元。三一电视台计划更新公园，利用该产业建立中央佛罗里达广播设施，和一个制作基督教电影的电影工作室。
圣地体验是一个非宗派的基督教主题公园和教堂。牧师每周为公众举行教堂礼拜和圣经研究。
2012年，2000座位的万国教堂开幕。该中心演示耶稣基督的受难、复活和升天。

## 展览
公园里大约有40个展览，包括一些餐馆和零售商店。
- 主入口/城门：模仿耶路撒冷的大马士革门和雅法门。
- 耶路撒冷街市场
- 旷野会幕：有大祭司和约柜
- 万国教堂：模仿1924年建于耶路撒冷橄榄山的天主教万国教堂。
- 死海库姆兰洞穴：发现死海古卷的地点
- 犹太村：为戏剧和音乐剧的户外舞台。
- 各各他花园墓
- 绿洲棕榈咖啡店：一个真实的中东气氛的咖啡厅。
- 圣殿广场：一个六层，白色和金色圣殿，这是耶路撒冷的宗教生活的中心，充当圣殿广场的背景。它举办现场音乐会，演讲和活动。
- 最后的晚餐：客人可以参加耶稣与门徒的最后的晚餐。
- 公园66年耶路撒冷模型：世界上最大的耶路撒冷室内模型，表现城市的标志性建筑和基督在耶路撒冷的最后几天。
- 号角店：一家礼品店。
- 号角礼堂：国家的最先进的戏剧，音乐剧场地。
- 写字间
- 活道祷告园：用于休息，反思和祈祷。
- 水晶活水：呈现跳舞的海水
- 耶稣船：加利利海基督时代船只的复制品